# Los 25 primates en mayor peligro del mundo

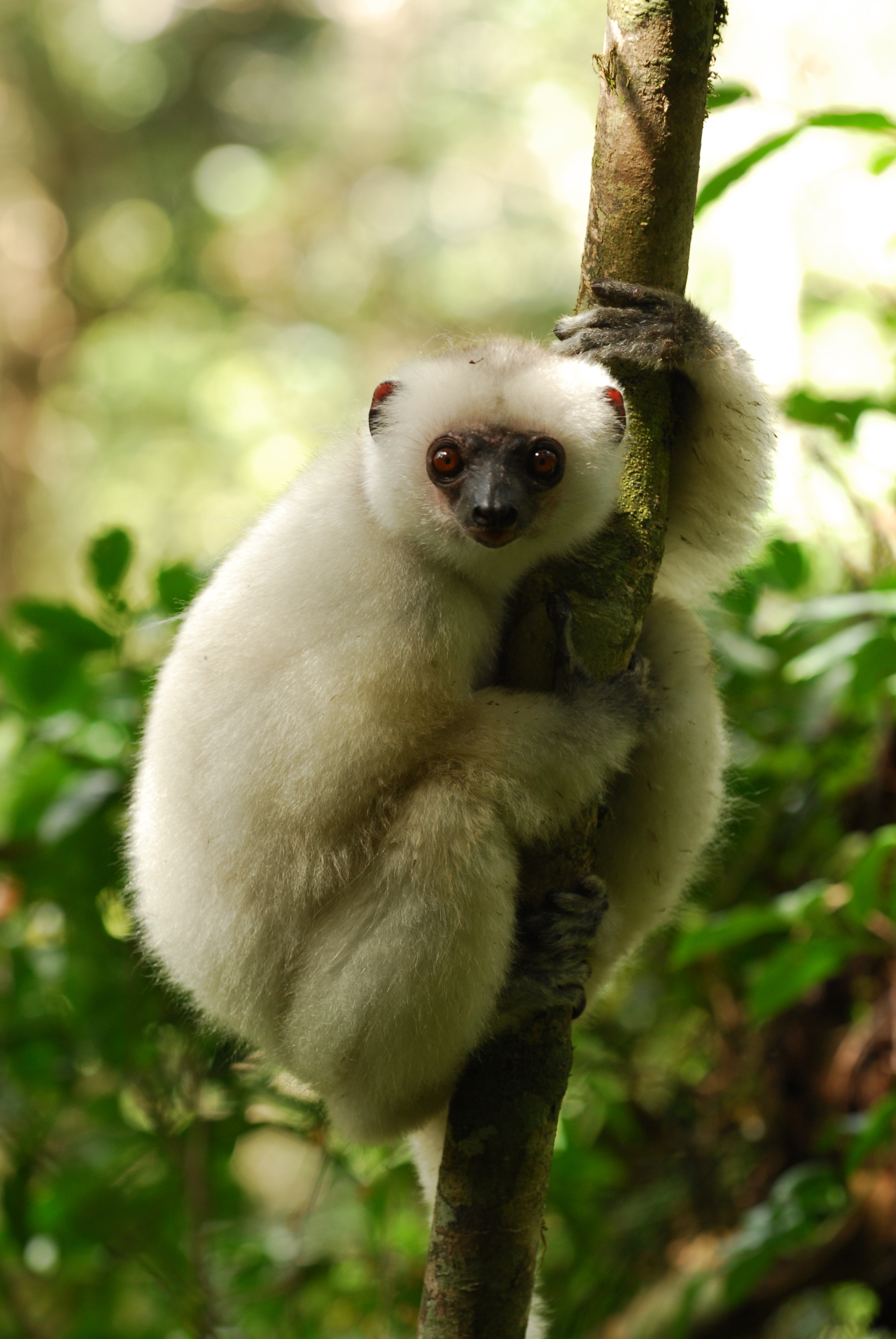
El sifaca sedoso (Propithecus candidus), endémico de la isla de Madagascar, figura en la lista de Los 25 primates en mayor peligro del mundo desde su inicio en el año 2000. Solamente existen menos de 250 individuos en estado silvestre.

Los 25 primates en mayor peligro del mundo (The World's 25 Most Endangered Primates, en inglés) es una publicación que contiene una relación de especies de primates cuya conservación se encuentra altamente amenazada, seleccionadas y editadas por el Grupo de Especialistas en Primates de la Comisión de Supervivencia de Especies de la Unión Internacional para la Conservación de la Naturaleza (conocida internacionalmente por sus siglas en inglés IUCN/SSC PSG), la Sociedad Primatológica Internacional (IPS) y Conservación Internacional (CI).
En el informe 2012-2014 se incorporó como editor la Bristol Conservation and Science Foundation (BCSF). La IUCN/SSC PSG trabajó conjuntamente con CI para crear la lista en el año 2000, pero en 2002, durante el 19.º Congreso de la Sociedad Primatológica Internacional, los primatólogos la revisaron, y acordaron la incorporación de la IPS al proyecto. La publicación es desde entonces un proyecto conjunto entre las tres organizaciones conservacionistas y ha sido revisada cada dos años, después del Congreso bienal de la IPS.
Desde la publicación del informe de 2004-2006, lleva el título de Primates en peligro: Los 25 primates en mayor peligro del mundo (Primates in Peril: The World's 25 Most Endangered Primates). Aquel mismo año, la lista comenzó a proporcionar información sobre cada especie, incluyendo su estado de conservación y las amenazas a las que se enfrentan en la naturaleza. El texto de la publicación se redacta en colaboración con expertos de campo, con la participación de 60 personas en el informe de 2006-2008, y 85 en el informe de 2008-2010. Los informes de 2004-2006 y 2006-2008 fueron publicados en la revista Primate Conservation, de la IUCN/SSC PSG, mientras que los de 2008-2010 y 2010-2012 se hicieron a través de publicaciones independientes por parte de las tres organizaciones contribuyentes.
Las 25 especies incluidas en la publicación de 2012-2014 se distribuyen entre dieciséis países, y el mayor número de estas corresponde a Madagascar (seis), Vietnam (cinco) e Indonesia (tres). La lista está dividida en cuatro regiones distintas: la isla de Madagascar, el continente africano, el continente asiático (incluidas las islas de Indonesia) y el Neotrópico (América Central y del Sur). Cinco especies han aparecido en las siete listas publicadas hasta el año 2010: Propithecus candidus, Trachypithecus delacouri, Trachypithecus poliocephalus poliocephalus, Pygathrix cinerea y Rhinopithecus avunculus.
El objetivo de la lista, según Russell Mittermeier, presidente de Conservación Internacional, «es resaltar la situación de aquellas [especies de primates] que enfrentan un riesgo mayor, para atraer la atención del público, estimular a los gobiernos nacionales para que realicen más acciones de conservación y especialmente obtener recursos para este fin». Las especies son seleccionadas para su inclusión en la lista basándose principalmente en dos motivos: tamaños demográficos muy pequeños y un rápido descenso en su número. Estos motivos están afectados en gran medida por la influencia de la destrucción de su hábitat y la caza, las dos mayores amenazas que se ciernen sobre los primates. Más específicamente, las amenazas citadas en el informe incluyen la deforestación causada por la agricultura de rozas y quema que se utiliza para despejar zonas boscosas para dedicarlas a pasto o tierras de labranza, la producción de carbón vegetal, la producción de leña, la industria maderera ilegal, la tala selectiva, la minería, la urbanización, la implantación de cultivos con fines comerciales, la fragmentación forestal, las poblaciones de pequeño tamaño, la captura de ejemplares vivos para el comercio de mascotas exóticas, la caza para obtención de carne y la medicina tradicional.

## Lista de especies
| Especie                                                            | Años incluida                      | Ubicación                       | Población estimada     | Estatus UICN                 | Amenazas |
| ------------------------------------------------------------------ | ---------------------------------- | ------------------------------- | ---------------------- | ---------------------------- | --- |
| África                                                             |                                    |                                 |                        |                              | |
| Gálago de Rondo Galagoides rondoensis                              | 2006 2008 2010 2012                | Tanzania                        | desconocida            | Peligro crítico de extinción | - área de distribución muy pequeña - pérdida y fragmentación de hábitat (expansión agrícola, producción de carbón vegetal, madera) |
| Cercopiteco de Roloway Cercopithecus roloway                       | 2002 2006 2008 2010 2012           | Costa de Marfil Ghana           | desconocida            | Peligro de extinción         | - caza (para obtención de carne) - pérdida y fragmentación de hábitat (agricultura de rozas y quema, producción de carbón vegetal, madera) |
| Colobo rojo del río Tana Piliocolobus rufomitratus                 | 2002 2004 2006 2008 2012           | Kenia                           | 1100-1300              | Peligro de extinción         | - caza (para obtención de carne) - pérdida y fragmentación de hábitat (expansión agrícola, incendios, tala selectiva para uso local [casas, canoas]) - degradación de hábitat (ganadería, construcción de presas, proyectos de regadío) - infección por parásitos de poblaciones aisladas                  |
| Colobo de Pennant Piliocolobus pennantii pennantii                 | 2004 2006 2010 2012                | Guinea Ecuatorial (isla Bioko)  | <5000                  | Peligro de extinción         | - degradación de hábitat - caza (para obtención de carne) - área de distribución muy pequeña |
| Gorila oriental de planicie o llanura Gorilla beringei graueri     | 2010 2012                          | República Democrática del Congo | 2000-10 000            | Peligro de extinción         | - pérdida y fragmentación de hábitat (expansión agrícola, granjas, minería ilegal, producción de carbón vegetal, cosecha de madera y bambú) - caza (para obtención de carne), captura de crías |
| Madagascar                                                         |                                    |                                 |                        |                              | |
| Lémur negro de ojos azules Eulemur flavifrons                      | 2008 2010 2012                     | Madagascar                      | 450-2300               | Peligro crítico de extinción | - área de distribución muy pequeña (~2,700 km²) - pérdida de hábitat (agricultura de rozas y quema, tala selectiva) - caza (para obtención de carne) - captura de ejemplares vivos para comercio de mascotas                                                                                               |
| Lémur saltador de Sahafary Lepilemur septentrionalis               | 2008 2010 2012                     | Madagascar                      | ~19 ejemplares en 2012 | Peligro crítico de extinción | - área de distribución muy pequeña - pérdida de hábitat (producción de leña y de carbón vegetal, plantación de eucaliptos) - caza (para obtención de carne) |
| Sifaca sedoso Propithecus candidus                                 | 2000 2002 2004 2006 2008 2010 2012 | Madagascar                      | <250                   | Peligro crítico de extinción | - área de distribución muy pequeña - caza (para obtención de carne) - pérdida de hábitat (agricultura de rozas y quema, tala selectiva, leña) |
| Lémur ratón de Berthe Microcebus berthae                           | 2012                               | Madagascar                      | <8000                  | Peligro de extinción         | - pérdida de hábitat y fragmentación (agricultura de rozas y quema, industria maderera ilegal) |
| Lémur rufo rojo Varecia rubra                                      | 2012                               | Madagascar                      | desconocida            | Peligro de extinción         | - pérdida de hábitat (agricultura de rozas y quema, industria maderera ilegal, ocupación humana) - caza (para obtención de carne) |
| Indri Indri indri                                                  | 2012                               | Madagascar                      | desconocida            | Peligro de extinción         | - pérdida de hábitat (agricultura de rozas y quema, leña) - caza (para obtención de carne y pieles) |
| Asia                                                               |                                    |                                 |                        |                              | |
| Loris perezoso de Java Nycticebus javanicus                        | 2008 2010 2012                     | Indonesia (Java)                | desconocida            | Peligro crítico de extinción | - captura de ejemplares vivos (comercio de mascotas [intenso]) - caza (medicina tradicional [intensa]) - pérdida de hábitat (agricultura, desarrollo humano [carreteras], perturbación humana) |
| Langur cola de cerdo Simias concolor                               | 2002 2004 2006 2008 2010 2012      | Indonesia (islas Mentawai)      | 700-3347               | Peligro crítico de extinción | - pérdida de hábitat (expansión humana, extracción de productos, tala comercial, conversión en cultivos comerciales y plantaciones de aceite de palma) - caza (para obtención de carne) - captura de ejemplares vivos (comercio de mascotas)                                                               |
| Langur de Delacour Trachypithecus delacouri                        | 2000 2002 2004 2006 2008 2010 2012 | Vietnam                         | <250                   | Peligro crítico de extinción | - fragmentación de hábitat - caza (para medicina tradicional y obtención de carne) |
| Langur de cabeza dorada Trachypithecus poliocephalus poliocephalus | 2000 2002 2004 2006 2008 2010 2012 | Vietnam                         | 60-70                  | Peligro crítico de extinción | - fragmentación de hábitat (desarrollo humano, turismo) - caza (para medicina tradicional y obtención de carne) |
| Langur de cara púrpura Trachypithecus vetulus nestor               | 2004 2006 2008 2010 2012           | Sri Lanka                       | desconocida            | Peligro crítico de extinción | - pérdida y fragmentación de hábitat (urbanización, agricultura) - depende de parques para su supervivencia - captura de ejemplares vivos para comercio de mascotas - caza (persecución como plaga) - otros factores humanos (electrocución [líneas eléctricas], muertes en carreteras, ataques de perros) |
| Douc de patas grises Pygathrix cinerea                             | 2000 2002 2004 2006 2008 2010 2012 | Vietnam                         | 600-700                | Peligro crítico de extinción | - área de distribución restringida - pérdida y fragmentación de hábitat (agricultura, industria maderera ilegal, combustible) - caza (para medicina tradicional y obtención de carne) |
| Mono de Dollman Rhinopithecus avunculus                            | 2000 2002 2004 2006 2008 2010 2012 | Vietnam                         | 200-250+               | Peligro crítico de extinción | - pérdida y fragmentación de hábitat (industria maderera, leña, construcción de carreteras) - caza (para medicina tradicional y obtención de carne) |
| Gibón de cresta negra oriental Nomascus nasutus                    | 2008 2010 2012                     | China Vietnam                   | alrededor de 110       | Peligro crítico de extinción | - pérdida y fragmentación de hábitat perturbación (cultivos, pastoreo, leña, producción de carbón vegetal) - caza (para obtención de carne) |
| Tarsero pigmeo · Tarsius pumilus · Archivo:Pygmy Tarsier 2008.jpg  | 2012                               | Indonesia (isla de Célebes)     | desconocida            | Datos insuficientes          | - pérdida de hábitat (desarrollo humano) |
| Neotrópico                                                         |                                    |                                 |                        |                              | |
| Mono araña Ateles hybridus                                         | 2004 2006 2008 2010 2012           | Colombia Venezuela              | desconocida            | Peligro crítico de extinción | - pérdida y fragmentación de hábitat (agricultura, ranchos de ganado, industria maderera) - caza (para obtención de carne) - captura de ejemplares vivos para comercio de mascotas |
| Mono araña bracilargo Ateles fusciceps fusciceps                   | 2006 2012                          | Ecuador                         | desconocida            | Peligro crítico de extinción | - pérdida y fragmentación de hábitat - caza (para obtención de carne) |
| Mono capuchino Kaapori Cebus kaapori                               | 2012                               | Brasil                          | desconocida            | Peligro crítico de extinción | - pérdida y degradación de hábitat (tala selectiva) - caza (obtención de carne) - captura de ejemplares vivos para comercio de mascotas |
| Tití del río Mayo Callicebus oenanthe                              | 2012                               | Perú                            | desconocida            | Peligro crítico de extinción | - pérdida y degradación de hábitat (plantaciones de arroz y café, carreteras, ranchos de ganado) - caza (obtención de carne) - captura de ejemplares vivos para comercio de mascotas |
| Mono aullador marrón Alouatta guariba guariba                      | 2012                               | Brasil                          | <250                   | Peligro crítico de extinción | - pérdida de hábitat (tala selectiva) - caza (obtención de carne) - epidemias |

## Especies que figuraban en informes anteriores
Con cada nueva publicación se añaden o retiran especies de la lista. En algunos casos, la retirada de una especie de la lista es consecuencia de una mejora de su situación. Con la publicación del informe de 2006-2008, se quitaron cuatro especies de la lista debido al aumento de los esfuerzos en aras a su conservación: el tití león negro (Leontopithecus chrysopygus), el tamarino león dorado (Leontopithecus rosalia), el gorila de montaña (Gorilla beringei beringei) y el sifaca de Perrier (Propithecus perrieri). En 2008, el tití león negro pasó de una calificación de especie en peligro crítico de extinción a especie en peligro, al igual que el tamarino león dorado en 2003 después de tres décadas de esfuerzos colaborativos de conservación por parte de zoos y otras instituciones. Debido a la deforestación, las especies protegidas, como las que todavía tienen poblaciones muy pequeñas, todavía necesitan nuevos hábitats para su supervivencia a largo plazo. El gibón de Hainan (Nomascus hainanus), que fue retirado de la lista 2008-2010, todavía tiene menos de 20 individuos en libertad, pero se están realizando esfuerzos significativos para su protección. Mittermeier afirmó en 2007 que las 25 especies podrían retirarse de la lista en un plazo de cinco a diez años si las organizaciones conservacionistas contaran con los recursos necesarios.
A diferencia de los cambios en el informe 2006-2008, no todas las especies que se retiraron de la lista de 2008-2010 fue debido a la mejora de su situación; lo que se hizo fue añadir nuevas especies para llamar la atención de otras estrechamente relacionadas con poblaciones muy pequeñas que también están en peligro de extinción. Por ejemplo, el altamente en peligro gibón de cresta negra oriental (Nomascus nasutus) sustituyó al gibón de cresta negra de Hainan (Nomascus hainanus), y el loris perezoso de Java (Nycticebus javanicus) sustituyó a Loris tardigradus nycticeboides porque la población del primero declina rápidamente debido sobre todo a la captura de ejemplares vivos para el comercio de animales de compañía exóticos, así como su uso en la medicina tradicional y la pérdida de masa forestal. En el caso de Ateles fusciceps fusciceps fue retirado de la lista por no encontrarse ningún portavoz para la especie. Con la lista de 2012-2014 se utilizó el mismo criterio.
| Especie                                                            | Años incluida            | Ubicación                                                   | Población estimada | Estatus UICN                 | Amenazas |
| ------------------------------------------------------------------ | ------------------------ | ----------------------------------------------------------- | ------------------ | ---------------------------- | --- |
| Madagascar                                                         |                          |                                                             |                    |                              | |
| Lémur grande del bambú Prolemur simus                              | 2002 2004 2006 2008 2010 | Madagascar                                                  | 100-160 o menos    | Peligro crítico de extinción | - poblaciones pequeñas y aisladas - pérdida de hábitat y fragmentación (agricultura de agricultura de rozas y quema, minería, industria maderera ilegal, tala de bambú) - caza (para obtención de carne) - disponibilidad reducida de agua potable debido al cambio climático - especialización alimenticia extrema y dependencia del bambú gigante                            |
| Lémur rufo blanco y negro Varecia variegata                        | 2010                     | Madagascar                                                  | desconocida        | Peligro crítico de extinción | - pérdida y fragmentación de hábitat (agricultura de agricultura de rozas y quema, minería, industria maderera) - caza (para obtención de carne) |
| Lémur de cabeza gris Eulemur cinereiceps                           | 2004 2006 2008           | Madagascar                                                  | 7265 ± 2268        | Peligro de extinción         | - área de distribución muy pequeña (~700 km²) - hibridación con E. rufifrons - densidades de población bajas - pérdida y fragmentación de hábitat (poblaciones pequeñas y fragmentadas) - ciclones - caza (para obtención de carne) |
| Sifaca de oro coronado Propithecus tattersalli                     | 2000                     | Madagascar                                                  | 6000-10 000        | Peligro de extinción         | - caza (por mineros de las minas de oro) - pérdida de hábitat (agricultura de rozas y quema, incendios incontrolados de hierbas, extracción de madera [construcción de viviendas y leña], tala selectiva, minería del oro) |
| Lémur dorado Hapalemur aureus                                      | 2000                     | Madagascar                                                  | unos 630           | Peligro crítico de extinción | - pérdida de hábitat (agricultura de rozas y quema, tala de bambú [para construcción de casas, el transporte de agua, confección de cestos y otros usos locales]) - caza (para obtención de carne) |
| Bandro Hapalemur alaotrensis                                       | 2000                     | Madagascar                                                  | alrededor de 2500  | Peligro crítico de extinción | - pérdida de hábitat (expansión agrícola, incineración de tierras pantanosas [para la captura de peces y para pasto de ganado] - caza (para obtención de carne) - captura de ejemplares vivos (comercio local de mascotas) |
| Lémur saltador de Sahamalaza Lepilemur sahamalazensis              | 2006                     | Madagascar                                                  | desconocida        | Peligro crítico de extinción | - pérdida de hábitat (expansión agrícola, producción de carbón vegetal, tala selectiva para uso local [casas]) - caza (para obtención de carne) |
| Sifaca de Perrier Propithecus perrieri                             | 2000 2002 2004           | Madagascar                                                  | en torno a 915     | Peligro crítico de extinción | - pérdida de hábitat (agricultura de rozas y quema, producción de carbón vegetal, incendios para limpiar bosques para pasto, minería) - caza (para obtención de carne) |
| África                                                             |                          |                                                             |                    |                              | |
| Galagoides sp.                                                     | 2004                     | Tanzania                                                    | desconocida        | No evaluado                  | - pérdida de hábitat (industria maderera, expansión agrícola, producción de carbón vegetal) - caza (para obtención de carne) |
| Cercopiteco de Sclater Cercopithecus sclateri                      | 2000                     | Nigeria                                                     | desconocida        | Vulnerable                   | - pérdida y fragmentación de hábitat (industria maderera, expansión agrícola, explotación petrolera) - alta densidad humana - caza (para obtención de carne) |
| Dril Mandrillus leucophaeus                                        | 2000                     | Camerún Guinea Ecuatorial (Bioko) Nigeria                   | desconocida        | Peligro de extinción         | - pequeña área de distribución - pérdida de hábitat (tala forestal [para fábricas de madera prensada y asentamientos humanos]) - caza (para obtención de carne, persecución como plaga) |
| Mangabeye del tío Tana Cercocebus galeritus galeritus              | 2002                     | Kenia                                                       | 1000-1200          | Peligro de extinción         | - pérdida de hábitat (producción de aceite de palma, industria maderera, expansión agrícola, incineración de pastos con la intención de impedir la regeneración forestal, sobrepasto, presas y proyectos de irrigación) - caza (persecución como plaga) |
| Mangabeye del río Sanja Cercocebus sanjei                          | 2000 2002 2004           | Tanzania                                                    | menos de 1300      | Peligro de extinción         | - pérdida de hábitat (industria maderera, producción de carbón vegetal) - caza (persecución como plaga) |
| Mangabeye gris Cercocebus atys lunulatus                           | 2000 2002 2004           | Costa de Marfil Ghana                                       | desconocida        | Peligro de extinción         | - pérdida y degradación de hábitat - caza (para obtención de carne) |
| Piliocolobus badius waldronae                                      | 2000 2002 2006           | Costa de Marfil Ghana                                       | desconocida        | Peligro crítico de extinción | - poblaciones muy pequeñas (decadencia reciente y muy pronunciada en su número) - pérdida de hábitat - caza (para obtención de carne) |
| Gorila de montaña Gorilla beringei beringei                        | 2000 2002 2004           | Ruanda Uganda                                               | alrededor de 600   | Peligro crítico de extinción | - dos poblaciones aisladas - inestabilidad política - enfermedades humanas - caza (para obtención de carne) |
| Procolobus epieni                                                  | 2008 2010                | Nigeria                                                     | desconocida        | Peligro crítico de extinción | - área de distribución muy pequeña (~1500 km²) - caza (para obtención de carne) - pérdida y degradación de hábitat (industria maderera, pérdida de masa forestal por construcción de canal) |
| Kipunji Rungwecebus kipunji                                        | 2006 2008                | Tanzania                                                    | en torno a 1117    | Peligro crítico de extinción | - área de distribución muy pequeña - pérdida y fragmentación de hábitat - caza (para obtención de carne) |
| Gorila occidental del río Cross Gorilla gorilla diehli             | 2000 2002 2004 2006 2008 | Camerún Nigeria                                             | 200-300            | Peligro crítico de extinción | - área de distribución pequeña y restringida - pérdida de hábitat (desarrollo de la agricultura, incendios para limpiar bosques y conseguir pastos, desarrollo humano [carreteras]) - caza (para obtención de carne, trampas de alambre para capturar otras especies silvestres)                                                                                               |
| Asia                                                               |                          |                                                             |                    |                              | |
| Loris esbelto rojo Loris tardigradus nycticeboides                 | 2004 2006                | Sri Lanka                                                   | desconocida        | Peligro de extinción         | - cinco poblaciones aisladas - pérdida de hábitat - caza (para obtención de carne) |
| Surili de la isla Natuna Presbytis natunae                         | 2002                     | Indonesia                                                   | menos de 10 000    | Vulnerable                   | - dos poblaciones aisladas - pérdida y degradación de hábitat - captura de ejemplares vivos para comercio de mascotas |
| Langur de cabeza blanca Trachypithecus poliocephalus leucocephalus | 2002                     | China                                                       | desconocida        | Peligro crítico de extinción | - poblaciones muy pequeñas (decadencia reciente y muy pronunciada en su número) - pérdida de hábitat - caza |
| Langur de Hose Presbytis hosei canicrus                            | 2004                     | Indonesia (Kalimantan)                                      | desconocida        | Peligro de extinción         | - pérdida y fragmentación de hábitat - caza |
| Langur negro de nariz chata Rhinopithecus bieti                    | 2002                     | China                                                       | menos de 2000      | Peligro de extinción         | - pérdida de hábitat (industria maderera, incendios para uso agrícola y pastoreo) - utilización de pesticidas - captura accidental en trampas para otros animales |
| Langur gris de nariz chata Rhinopithecus brelichi                  | 2002                     | China                                                       | unos 750           | Peligro de extinción         | - una población aislada (vulnerable a enfermedades epidémicas o catástrofes) - pérdida de hábitat (tala forestal, turismo, expansión agrícola, leña) - caza (sin ser objetivo) |
| Gibón plateado Hylobates moloch                                    | 2000                     | Indonesia (Java)                                            | 4000-4500          | Peligro de extinción         | - pérdida y fragmentación de hábitat - captura de ejemplares vivos para comercio de mascotas |
| Gibón de Hainan Nomascus hainanus                                  | 2000 2004 2006           | China (Hainan)                                              | unos 20            | Peligro crítico de extinción | - tamaño de población extremadamente pequeña - hábitat protegido inadecuado - caza (para obtención de carne) |
| Tarsero de la isla Siau Tarsius tumpara                            | 2006 2008 2010           | Indonesia (isla Siau)                                       | unos pocos miles   | No evaluado                  | - población insular (cerca de un volcán activo) - área de distribución muy pequeña - alta densidad de población humana - caza (para obtención de carne [usada como aperitivo]) - degradación de su hábitat |
| Gibón hoolock occidental Hoolock hoolock                           | 2006 2008                | Bangladés India Birmania                                    | menos de 5000      | Peligro de extinción         | - poblaciones muy pequeñas (decadencia reciente y muy pronunciada en su número) - pérdida y fragmentación de hábitat (ocupación humana, plantaciones de té, agricultura de rozas y quema) - caza (para obtención de carne, medicina tradicional) - captura de ejemplares vivos para comercio de mascotas                                                                       |
| Orangután de Sumatra Pongo abelii                                  | 2000 2002 2004 2006 2008 | Indonesia (Sumatra)                                         | en torno a 6600    | Peligro crítico de extinción | - decadencia reciente y muy pronunciada en su número - sólo 10 unidades de hábitat fragmentadas - pérdida y fragmentación de hábitat (incendios, agricultura y plantaciones de aceite de palma, carreteras, industria maderera, ocupación humana) - caza (como plaga, para obtención de carne) [ocasional] - captura de ejemplares vivos para comercio de mascotas [ocasional] |
| Orangután de Borneo Pongo pygmaeus pygmaeus                        | 2010                     | Indonesia (Kalimantan Occidental, Borneo) Malasia (Sarawak) | en torno a 4800    | Peligro de extinción         | - pérdida y fragmentación de hábitat (incendios, agricultura y plantaciones de aceite de palma, carreteras, industria maderera, ocupación humana) - caza (considerado como plaga, para obtención de carne, medicina tradicional) - captura de ejemplares vivos para comercio de mascotas                                                                                       |
| Sileno Macaca silenus                                              | 2010                     | India                                                       | menos de 4000      | Peligro de extinción         | - pérdida y fragmentación de hábitat (agricultura y plantaciones de café, industria maderera) - caza (para obtención de carne, medicina tradicional) |
| Neotrópico                                                         |                          |                                                             |                    |                              | |
| Tamarino león dorado Leontopithecus rosalia                        | 2000                     | Brasil (Río de Janeiro)                                     | más de 1000        | Peligro de extinción         | - pérdida y fragmentación de hábitat (incendios para limpiar el bosque para dedicarlo a pastos) - captura de ejemplares vivos para comercio de mascotas |
| Tití león negro Leontopithecus chrysopygus                         | 2000                     | Brasil (São Paulo)                                          | unos 1000          | Peligro de extinción         | - pequeño tamaño de población (11 poblaciones aisladas [sólo una viable]) - pérdida y fragmentación de hábitat |
| Tití león de cara negra Leontopithecus caissara                    | 2000 2002 2004           | Brasil (Paraná y São Paulo)                                 | menos de 400       | Peligro crítico de extinción | - poblaciones pequeñas y aisladas - pérdida y degradación de hábitat (expansión agrícola, recolección de palmito, turismo) - alta densidad de población humana (incrementada por el aumento de la pobreza, especulación inmobiliaria) - caza (para obtención de carne) |
| Capuchino de pecho amarillo Cebus xanthosternos                    | 2000 2002 2004           | Brasil (Bahía, ¿Minas Gerais?)                              | desconocida        | Peligro crítico de extinción | - pérdida de hábitat - caza (para obtención de carne) |
| Mono araña muriqui del norte Brachyteles hypoxanthus               | 2000 2002 2004           | Brasil (Bahía, Espírito Santo, Minas Gerais)                | más de 855         | Peligro crítico de extinción | - poblaciones pequeñas y aisladas - pérdida y fragmentación de hábitat - caza (para obtención de carne [pasado], deporte [pasado]) |
| Choro de cola amarilla Oreonax flavicauda                          | 2000 2006 2008 2010      | Perú                                                        | desconocida        | Peligro crítico de extinción | - área de distribución restringida - densidades de población bajas - pérdida de hábitat (agricultura, industria maderera, carreteras, colonización) - caza (obtención de carne, comercio de pieles) - captura de ejemplares vivos para comercio de mascotas |
| Tití cabeza blanca Saguinus oedipus                                | 2008                     | Colombia                                                    | menos de 6000      | Peligro crítico de extinción | - pérdida y fragmentación de hábitat (producción agrícola a gran escala [ganado] y agricultura, industria maderera, plantaciones de aceite de palma, proyectos hidroeléctricos) - captura de ejemplares vivos (comercio de mascotas [en la actualidad], investigación biomédica [en el pasado])                                                                                |
| Capuchino rubio Cebus flavius                                      | 2010                     | Brasil                                                      | 180                | Peligro crítico de extinción | - pérdida y fragmentación de hábitat (desarrollo costero y plantaciones de caña de azúcar) - captura de ejemplares vivos para comercio de mascotas - caza (para obtención de carne) |

## Resumen de todos los informes
A excepción de la publicación correspondiente a 2000-2002, que fue redactada mediante la colaboración entre la IUCN/SSC PSG y CI, la lista ha sido revisada cada dos años tras la celebración del Congreso bienal de la IPS. El informe de 2002-2004 surgió como resultado del 19.º Congreso de la IPS en Pekín, China; el de 2004-2006 tras el 20.º Congreso, celebrado en Turín, Italia; el correspondiente a 2006-2008, tras el 21.º Congreso en Entebbe, Uganda; el informe correspondiente a 2008-2010 vio la luz tras la celebración del 22.º Congreso desarrollado en Edimburgo, Reino Unido; el de 2010-2012 en el 23.º Congreso celebrado en Kioto, Japón y el informe de 2012-2014 se desarrolló durante el 24.º Congreso en Cancún, México.
La Lista roja de Especies Amenazadas de la UICN 2008 ofreció evaluaciones de 634 taxones de primates, de los que 303 (el 47,8 %) se incluyeron en la lista como amenazados (vulnerable, en peligro o en peligro crítico de extinción). Un total de 206 especies de primates fueron clasificadas como en peligro o en peligro crítico, 54 de las cuales (el 26 %) han sido incluidas al menos una vez en Los 25 primates en mayor peligro del mundo desde su creación en el año 2000.
|           | Madagascar | África | Asia | Neotrópico |
| --------- | --- | --- | --- | --- |
| 2000-2002 | - Propithecus candidus - Propithecus perrieri - Propithecus tattersalli - Hapalemur aureus - Hapalemur griseus alaotrensis | - Gorilla gorilla diehli - Gorilla b. beringei - Cercocebus sanjei - Cercocebus atys lunulatus - Procolobus badius waldronae - Cercopithecus sclateri - Mandrillus leucophaeus                                           | - Trachypithecus delacouri - Trachypithecus p. poliocephalus - Pygathrix cinerea - Rhinopithecus avunculus - Pongo abelii - Hylobates moloch - Nomascus hainanus | - Brachyteles hypoxanthus - Cebus xanthosternos - Leontopithecus caissara - Leontopithecus rosalia - Leontopithecus chrysopygus - Oreonax flavicauda |
| 2002-2004 | - Propithecus candidus - Propithecus perrieri - Prolemur simus                                                             | - Gorilla gorilla diehli - Gorilla b. beringei - Cercocebus galeritus sanjei - Cercocebus atys lunulatus - Procolobus badius waldronae - Procolobus rufomitratus - Cercopithecus diana roloway - Cercocebus g. galeritus | - Trachypithecus delacouri - Trachypithecus p. poliocephalus - Pygathrix cinerea - Rhinopithecus avunculus - Pongo abelii - Simias concolor - Presbytis natunae - Trachypithecus poliocephalus leucocephalus - Rhinopithecus bieti - Rhinopithecus brelichi - Nomascus nasutus | - Brachyteles hypoxanthus - Cebus xanthosternos - Leontopithecus caissara                                                                            |
| 2004-2006 | - Propithecus candidus - Propithecus perrieri - Prolemur simus - Eulemur cinereiceps                                       | - Gorilla gorilla diehli - Gorilla b. beringei - Cercocebus galeritus sanjei - Cercocebus atys lunulatus - Procolobus rufomitratus - Procolobus p. pennantii - Galagoides sp.                                            | - Trachypithecus delacouri - Trachypithecus p. poliocephalus - Pygathrix cinerea - Rhinopithecus avunculus - Pongo abelii - Simias concolor - Loris tardigradus nycticeboides - Presbytis hosei canicrus - Trachypithecus vetulus nestor - Nomascus hainanus                   | - Brachyteles hypoxanthus - Cebus xanthosternos - Leontopithecus caissara - Ateles hybridus brunneus                                                 |
| 2006-2008 | - Propithecus candidus - Lepilemur sahamalazensis - Prolemur simus - Eulemur cinereiceps                                   | - Gorilla gorilla diehli - Procolobus rufomitratus - Procolobus p. pennantii - Cercopithecus diana roloway - Rungwecebus kipunji - Galagoides rondoensis - Procolobus badius waldroni                                    | - Trachypithecus delacouri - Trachypithecus p. poliocephalus - Pygathrix cinerea - Rhinopithecus avunculus - Pongo abelii - Simias concolor - Trachypithecus vetulus nestor - Hoolock hoolock - Nomascus hainanus - Loris tardigradus nycticeboides - Tarsius tumpara          | - Ateles hybridus - Oreonax flavicauda - Ateles f. fusciceps                                                                                         |
| 2008-2010 | - Propithecus candidus - Lepilemur septentrionalis - Prolemur simus - Eulemur cinereiceps - Eulemur flavifrons             | - Gorilla gorilla diehli - Procolobus rufomitratus - Cercopithecus diana roloway - Rungwecebus kipunji - Galagoides rondoensis - Procolobus epieni                                                                       | - Trachypithecus delacouri - Trachypithecus p. poliocephalus - Pygathrix cinerea - Rhinopithecus avunculus - Pongo abelii - Simias concolor - Trachypithecus vetulus nestor - Hoolock hoolock - Tarsius tumpara - Nycticebus javanicus - Nomascus nasutus                      | - Ateles hybridus - Oreonax flavicauda - Saguinus oedipus                                                                                            |
| 2010-2012 | - Eulemur flavifrons - Lepilemur septentrionalis - Prolemur simus - Propithecus candidus - Varecia variegata               | - Cercopithecus diana roloway - Galagoides rondoensis - Piliocolobus pennantii pennantii - Piliocolobus epieni - Gorilla beringei graueri                                                                                | - Tarsius tumpara - Nycticebus javanicus - Macaca silenus - Simias concolor - Trachypithecus delacouri - Trachypithecus poliocephalus poliocephalus - Semnopithecus vetulus nestor - Pygathrix cinerea - Rhinopithecus avunculus - Nomascus nasutus - Pongo pygmaeus pygmaeus  | - Ateles hybridus - Cebus flavius - Callicebus barbarabrownae - Oreonax flavicauda                                                                   |
| 2012-2014 | - Propithecus candidus - Lepilemur septentrionalis - Eulemur flavifrons - Microcebus berthae - Varecia rubra - Indri indri | - Cercopithecus roloway - Galagoides rondoensis - Piliocolobus pennantii pennantii - Piliocolobus rufomitratus - Gorilla beringei graueri                                                                                | - Trachypithecus delacouri - Trachypithecus p. poliocephalus - Pygathrix cinerea - Rhinopithecus avunculus - Simias concolor - Trachypithecus vetulus nestor - Tarsius pumilus - Nycticebus javanicus - Nomascus nasutus                                                       | - Ateles hybridus - Ateles fusciceps fusciceps - Cebus kaapori - Callicebus oenanthe - Alouatta guariba guariba                                      |